# Pablo Aguilar (paragwajski piłkarz)
Pablo César Aguilar Benítez (ur. 2 kwietnia 1987 w Luque) – paragwajski piłkarz z obywatelstwem meksykańskim występujący na pozycji środkowego obrońcy, reprezentant Paragwaju, od 2023 roku zawodnik Sportivo Luqueño.

## Kariera klubowa
Aguilar pochodzi z miasta Luque i jest wychowankiem tamtejszego klubu Sportivo Luqueño, do którego seniorskiej drużyny został włączony już jako siedemnastolatek. W paragwajskiej Primera División zadebiutował w 2004 roku i już po upływie kilku miesięcy wywalczył sobie pewne miejsce w wyjściowym składzie. Premierowego gola w najwyższej klasie rozgrywkowej strzelił 27 sierpnia 2005 w wygranej 2:1 konfrontacji z 12 de Octubre, natomiast w sezonie 2007 jako kluczowy zawodnik defensywy zdobył ze Sportivo tytuł wicemistrza kraju. Bezpośrednio po tym sukcesie wyjechał do Argentyny, przenosząc się do tamtejszej ekipy Colón de Santa Fe. W argentyńskiej Primera División zadebiutował 9 lutego 2008 w przegranym 3:4 spotkaniu z Vélezem Sarsfield, podczas którego zdobył również pierwszego gola w nowym klubie. W Colónie spędził ogółem półtora roku w roli podstawowego zawodnika, jednak nie osiągnął z nim żadnych sukcesów zarówno na arenie krajowej, jak i międzynarodowej.
Latem 2009 Aguilar został zawodnikiem meksykańskiego zespołu San Luis FC z siedzibą w mieście San Luis Potosí. Tam od razu został podstawowym stoperem drużyny, w meksykańskiej Primera División debiutując 9 sierpnia w przegranej 1:2 konfrontacji z Morelią, natomiast pierwszego gola strzelił 20 września w przegranym 2:4 meczu z Cruz Azul. Po upływie roku na zasadzie wypożyczenia zasilił argentyński Arsenal de Sarandí, gdzie również spędził dwanaście miesięcy bez poważniejszych osiągnięć. W styczniu 2012 został wypożyczony ponownie, tym razem do swojego macierzystego Sportivo Luqueño, którego barwy reprezentował przez kolejne pół roku, mając pewne miejsce na środku defensywy. W późniejszym czasie, również na zasadzie rocznego wypożyczenia, przeniósł się do meksykańskiej ekipy Club Tijuana. Tam stworzył solidny duet stoperów z Javierem Gandolfim i w jesiennym sezonie Apertura 2012 zdobył ze swoją drużyną prowadzoną przez Antonio Mohameda pierwsze w historii klubu mistrzostwo Meksyku. Dzięki świetnym występom w 2012 otrzymał nagrodę dla piłkarza roku w Paragwaju, a także został wykupiony przez Tijuanę na stałe.
W styczniu 2014 Aguilar został ściągnięty przez Antonio Mohameda – swojego byłego trenera z Colónu i Tijuany – do zespołu Club América ze stołecznego miasta Meksyk. Z miejsca wywalczył sobie niepodważalne miejsce w składzie, a w jesiennym sezonie Apertura 2014 zdobył ze swoją ekipą drugie w karierze mistrzostwo Meksyku, tworząc duet środkowych obrońców z Paolo Goltzem. W międzyczasie otrzymał meksykańskie obywatelstwo, w wyniku wieloletniego zamieszkiwania w tym kraju. W 2015 roku zajął z Américą drugie miejsce w krajowym superpucharze – Campeón de Campeones, a także triumfował w najbardziej prestiżowych rozgrywkach północnoamerykańskiego kontynentu – Lidze Mistrzów CONCACAF. Dzięki temu wziął udział w Klubowych Mistrzostwach Świata, na których uplasował się z Américą na piątej lokacie. W 2016 roku po raz drugi z rzędu wygrał natomiast północnoamerykańską Ligę Mistrzów.
| Sezon     | Klub               | Kraj      | Rozgrywki        | Mecze | Bramki |
| --------- | ------------------ | --------- | ---------------- | ----- | ------ |
| 2004      | Sportivo Luqueño   | Paragwaj  | Primera División | 1     | 0      |
| 2005      | Sportivo Luqueño   | Paragwaj  | Primera División | 21    | 3      |
| 2006      | Sportivo Luqueño   | Paragwaj  | Primera División | 28    | 3      |
| 2007      | Sportivo Luqueño   | Paragwaj  | Primera División | 38    | 1      |
| 2007/2008 | Colón de Santa Fe  | Argentyna | Primera División | 17    | 1      |
| 2008/2009 | Colón de Santa Fe  | Argentyna | Primera División | 17    | 2      |
| 2009/2010 | San Luis FC        | Meksyk    | Liga MX          | 31    | 2      |
| 2010/2011 | Arsenal de Sarandí | Argentyna | Primera División | 32    | 2      |
| 2012      | Sportivo Luqueño   | Paragwaj  | Primera División | 18    | 0      |
| 2012/2013 | Club Tijuana       | Meksyk    | Liga MX          | 32    | 6      |
| 2013/2014 | Club Tijuana       | Meksyk    | Liga MX          | 17    | 1      |
| 2013/2014 | Club América       | Meksyk    | Liga MX          | 12    | 1      |
| 2014/2015 | Club América       | Meksyk    | Liga MX          | 39    | 8      |
| 2015/2016 | Club América       | Meksyk    | Liga MX          | 37    | 3      |
| 2016/2017 | Club América       | Meksyk    | Liga MX          |       |        |

## Kariera reprezentacyjna
W 2007 roku Aguilar został powołany przez argentyńskiego szkoleniowca Ernesto Mastrángelo do reprezentacji Paragwaju U-20 na Mistrzostwa Ameryki Południowej U-20. Tam był podstawowym zawodnikiem swojej drużyny i rozegrał w niej wszystkie możliwe dziewięć spotkań w wyjściowej jedenastce, zaś jego kadra awansowała do drugiej rundy, lecz tam zajęła przedostatnie miejsce, przez co nie zdołała zakwalifikować się na Mistrzostwa Świata U-20 w Kanadzie.
W seniorskiej reprezentacji Paragwaju Aguilar zadebiutował za kadencji argentyńskiego selekcjonera Gerardo Martino, 22 sierpnia 2007 w zremisowanym 1:1 meczu towarzyskim z Wenezuelą. Premierowego gola w kadrze narodowej strzelił natomiast ponad pięć lat później, 16 października 2012 w wygranym 1:0 spotkaniu z Peru w ramach eliminacji do Mistrzostw Świata 2014. Podczas tych kwalifikacji pojawiał się na boiskach czterokrotnie (na szesnaście meczów), a jego drużyna nie zdołała się wówczas zakwalifikować na mundial. W 2015 roku znalazł się w ogłoszonym przez Ramóna Díaza składzie na rozgrywany w Chile turniej Copa América, podczas którego miał pewne miejsce na środku obrony, współtworząc parę stoperów z Paulo da Silvą i wystąpił w pięciu z sześciu możliwych meczów (we wszystkich w pierwszym składzie). Paragwajczycy dotarli natomiast do półfinału, w którym przegrali z Argentyną (1:6), zajmując ostatecznie czwarte miejsce. Rok później po raz kolejny został powołany na Copa América, jednak kilka dni przed rozpoczęciem rozgrywek doznał kontuzji, która wykluczyła go z udziału w imprezie (w składzie zastąpił go Iván Piris).